# Rafał Dobrowolski
Rafał Dobrowolski (Kielce, 27 de diciembre de 1983) es un deportista polaco que compite en tiro con arco, en las modalidades de arco recurvo y arco compuesto. Su esposa, Anna Łęcka, compitió en el mismo deporte.
Ganó una medalla de oro en el Campeonato Mundial de Tiro con Arco al Aire Libre de 2023, una medalla de plata en el Campeonato Mundial de Tiro con Arco en Sala de 2009, una medalla de bronce en el Campeonato Europeo de Tiro con Arco al Aire Libre de 2008 y una medalla de plata en el Campeonato Europeo de Tiro con Arco en Sala de 2025.
Participó en dos Juegos Olímpicos de Verano, en los años 2008 y 2012, ocupando el quinto lugar en Pekín 2008, en la prueba de equipo.

## Palmarés internacional
| Campeonato Mundial en Sala       | Campeonato Mundial en Sala | Campeonato Mundial en Sala | Campeonato Mundial en Sala |
| Año                              | Lugar                      | Medalla                    | Prueba                     |
| -------------------------------- | -------------------------- | -------------------------- | -------------------------- |
| 2009                             | Rzeszów (Polonia)          | Medalla de plata           | Individual                 |
| Campeonato Europeo al Aire Libre |                            |                            |                            |
| Año                              | Lugar                      | Medalla                    | Prueba                     |
| 2008                             | Vittel (Francia)           | Medalla de bronce          | Individual                 |

| Campeonato Mundial al Aire Libre | Campeonato Mundial al Aire Libre | Campeonato Mundial al Aire Libre | Campeonato Mundial al Aire Libre |
| Año                              | Lugar                            | Medalla                          | Prueba                           |
| -------------------------------- | -------------------------------- | -------------------------------- | -------------------------------- |
| 2023                             | Berlín (Alemania)                | Medalla de oro                   | Equipo                           |
| Campeonato Europeo en Sala       |                                  |                                  |                                  |
| Año                              | Lugar                            | Medalla                          | Prueba                           |
| 2025                             | Samsun (Turquía)                 | Medalla de plata                 | Equipo                           |